# Hiệp hội Trung tâm Thương mại Thế giới
Hiệp hội Trung tâm Thương mại Thế giới (WTCA) được thành lập vào năm 1968 theo sau sự thành lập đầu tiên của Trung tâm Thương mại Thế giới ở New Orleans và được theo sau sau đó vào năm 1973 bởi Trung tâm Thương mại Thế giới ở thành phố New York. WTCA là một hiệp hội phi lợi nhuận, phi chính trị có vai trò là thành lập và chiến dịch hiệu quả của Trung tâm Thương mại thế giới (WTCs) như là một công cụ để mở rộng giao thương quốc tế. Vào năm 2007, WTCA đã có hơn 326 chi nhánh thương mại thế giới chính thức ở 89 quốc gia, cũng như hơn 750.000 công ty và cá nhân (Trung tâm Thương mại Thế giới Grenoble ở Pháp cũng là một ví dụ).  WTCA là một hiệp hội thương mại không chính thức có nhiệm vụ kết nối các tập đoàn và cơ quan chính phủ ở thương mại quốc tế.

## Chi phí
Vào năm 2013, hiệp hội gây lợi ích quan trọng cho cái tên "Trung tâm Thương mại Thế giới" sau khi Chính quyền Cảng New York và New Jersey chuyển đổi thành hiệp hội vào năm 1987 với chi phí $10. Bằng cách cung cấp cái tên cho các thành viên, bao gồm Trung tâm Thương mại Thế giới, Hiệp hội tạo ra một khoảng thu lợi nhuận tương đối lớn trong khi hấp thu chi phí đắt đỏ của cái tên và bảo vệ nó khỏi sự sử dụng không chính chắn của nhiều lớn. Cái tên không được công nhận rộng rãi cho tới đến năm 2013 khi nó được biết rằng Chính quyền Cảng đang ủng hộ nhiệm vụ của Hiệp hội bằng cách cung cấp không gian văn phòng miễn phí và một vài dịch vụ khác, với nhân viên Hiệp hội có vai trò là cánh tay trợ lý thương mại của Trung tâm Thương mại thế giới. Vào tháng 12 năm 2018, Judge Swain của tòa án liên bang ở New York cho rằng văn bản 1986 của Trung tâm Thương mại Thế giới không bao gồm thương hiệu chính thức của Trung tâm Thương mại Thế giới (như là vật lưu niệm có thương hiệu đó). WTCA chỉ nhận được quyền sở hữu của thương hiệu đó qua dịch vụ, như hiệu cung cấp thương hiệu cho toàn thế giới. 

## Nguyên tắc và quản lý
Nguyên tắc thành lập của WTCA bao gồm:
- Khuyến khích sự mở rộng của thương mại quốc tế;
- Thúc đẩy quan hệ doanh nghiệp quốc tế và sự thấu hiểu giữa các quốc gia;
- Giúp đỡ các thành viên tham gia trong thương mại quốc tế bằng cách công nghiệp hóa;
- Tạo dựng và khuyến khích sự hợp tác và giúp đỡ đôi bên giữa các thành viên; và
- Thúc đẩy xa hơn khái niệm của Trung tâm Thương mại thế giới.

WTCA được quản lý bởi 24 thành viên quốc tế ban giám đốc, bao gồm các giám đốc điều hành của các thành viên WTCA trên toàn thế giới, và được bầu ra bởi hội viên. Tám ủy ban chấp thành lâu dài được thành lập để làm việc trong mỗi lĩnh vực của Trung tâm Thương mại Thế giới:
- Ủy ban Cơ sở vật chất và Cuộc họp
- Ủy ban Quan hệ quốc tế và Phát triển
- Ủy ban Hoạch định và Tài chính
- Ủy ban Quan hệ công chúng và Thông tin
- Ủy ban Du lịch, Hiếu khách và Trao đổi văn hóa
- Ủy ban Thương mại Giáo dục, Đào tạo và Nghiên cứu
- Ủy ban Thị trường Thương mại, Chợ Thương mại và Khu Công nghệ cao
- Ủy ban Tiêu chuẩn WTC và Chất lượng
- Ủy ban Hòa bình & Bền vững qua thương mại

Vào tháng 12 năm 2008, Ủy bản WTCA Hòa bình và Bên vững qua thương mại trao tặng giải thưởng Tập đoàn dẫn đầu Quốc tế cho Robert Thompson, người sáng lập của CenTradeX, inc. Nashville, TN